# سيمون إيستوود
سيمون إيستوود (بالإنجليزية: Simon Eastwood)‏ (26 يونيو 1989 في المملكة المتحدة - ) هو لاعب كرة قدم بريطاني في مركز حراسة المرمى. شارك مع منتخب إنجلترا تحت 18 سنة لكرة القدم ومنتخب إنجلترا تحت 19 سنة لكرة القدم. أما مع النوادي، فقد لعب مع أكسفورد يونايتد وبرادفورد سيتي وبلاكبيرن روفرز ونادي بورتسموث وهدرسفيلد تاون ونادي وكينغ وإف سي هاليفاكس تاون ونادي برادفورد بارك أفنيو.

## وصلات خارجية
- سيمون إيستوود على موقع قاعدة بيانات كرة القدم.إي يو (الإنجليزية)
- سيمون إيستوود على موقع Soccerbase.com (لاعب) (الإنجليزية)